# Nicolas-Sylvestre Bergier

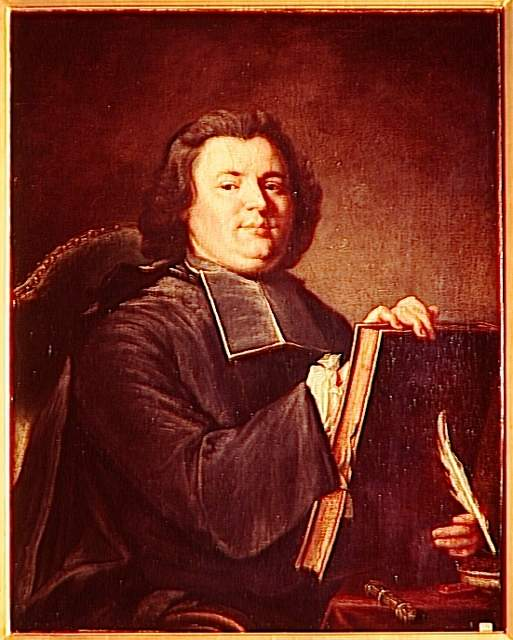
Porträt des Nicolas-Sylvestre Bergier von Joseph Aved. Réunion des musées nationaux Grand Palais

Nicolas-Sylvestre Bergier, auch Abbé Nicolas Sylvestre Bergier (* 31. Dezember 1718 in Darney, Département Vosges; † 9. April 1790 in Paris), war ein französischer, katholischer Theologe und berühmter Apologet des Christentums gegen den (französischen) Deismus und Materialismus.

## Leben und Wirken
Seine Familie stammt ursprünglich aus Flangebouche. Sein Bruder Claude-François († 1784), welcher ebenfalls in Darney lebte, war auch literarisch tätig (Essai sur l’histoire de la société civile). Nicolas-Sylvestre Bergier studierte an der Universität zu Besançon Theologie und beendete sein Studium mit einem Doktorgrad in diesem Fach. Im Jahre 1748 wurde er Pfarrer in Flangebouche (Diözese Besançon), 1764 Professor in Besançon und 1769 Kanonikus in Paris, Domherr von Nôtre-Dame de Paris. Er war zeitweise Mitarbeiter an der Encyclopédie des Denis Diderot, Beichtvater des Bruders Ludwigs XIV. und Gegner Voltaires.

## Werke (Auswahl)
- Traité historique et dogmatique de la vraie religion, 12 Bde., 1780 ff. (dt. v. J. G. Beigel, Bamberg 1787–92);
- Le déisme réfuté par lui-même, 1765 (auch dt.; gegen Jean-Jacques Rousseau);
- La certitude des preuves du christianisme, 2 Bde., 1767 (auch dt.);
- Apologie de la religion chrétienne, 2 Bde., 1769 (auch dt.; gegen Paul Heinrich Dietrich von Holbach);
- Examen du matérialisme, 2 Bde., 1771 (auch dt.);
- Réponse aux conseils raisonnables de Voltaire, 1771;
- Encyclopédie méthodique. Théologie, 3 Bde., 1788 bis 1790.